# Лунный свет (телесериал)
«Лунный свет» (англ. Moonlight) — американский мистическо-драматический телесериал, созданный Роном Козловым и Тревором Мэнсоном. Шоу транслировалось на телеканале CBS с 28 сентября 2007 года по 16 мая 2008 года.
13 мая 2008 года CBS официально заявили, что сериал отменён. После этого Warner Bros. начали предлагать сериал другим каналам, но неудачно.

## Сюжет
Мик Сент-Джон — частный детектив и по совместительству вампир. В 1952 году, когда ему было тридцать, он женился на прекрасной Каролине, которая на поверку оказалась трёхсотлетней вампиршей. Желая остаться с Миком навечно, в первую брачную ночь она обратила его, после чего Мик покинул её. В 1985 году Каролина похитила четырёхлетнюю девочку по имени Бет Тёрнер. Мать Бет наняла Мика найти дочь. Обнаружив Бет и Каролину, Мик вступил со своей бывшей женой в схватку, окончившуюся видимой гибелью вампирши. С тех пор Мик не упускал Бет из виду, опекая её от сверхъестественной опасности и при этом оставаясь незамеченным.
В наше время Мик всё ещё работает частным детективом, отказывается пить живую человеческую кровь и помогает смертным. Бет стала интернет-журналисткой, постоянно попадающей в опасность, зачастую связанную с вампирами. Она вновь встречается с Миком во время расследования жестокого убийства, хотя она его не помнит. В конце концов Бет узнаёт, кем является Мик, и даже заводит с ним роман, хотя лучший друг Мика, четырёхсотлетний Джозеф Костан, советует ему не ввязываться в отношения со смертными. Но затем в отношения Мика и Бет врывается ошеломляющая правда — Каролина жива и каким-то образом смогла стать смертной, что является заветной мечтой Мика…

## В ролях

### Основной состав
- Алекс О’Лафлин — Мик Сент-Джон, частный детектив и 85-летний вампир[3]. В отличие от многих других вампиров, Мик отказывается расставаться со своей человечностью и никогда без причины не нападает на человека. Кровь пьёт исключительно у доноров либо покупает у вампира Гильермо, работающего в морге патологоанатомом[4][5].
- София Майлс — Бет Тёрнер, репортёр интернет-новостей на сайте Buzz Wire, очаровательная, любопытная и предприимчивая, в детстве пережила похищение, которое помнит смутно, однако не забывает как много она могла потерять. У неё уже год близкие отношения с Джошем, работающем в офисе окружного прокурора. Её размеренная жизнь меняется, когда она встречает интересного мужчину, интригующего её своим странным образом рыцаря-героя, скрывающего свою сущность. Испытывает слабость к Мику Сэн-Джону, с каждым эпизодом плавно перетекающую в страстную привязанность[4].
- Джейсон Доринг — Джозеф Костан, четырёхсотлетний вампир и лучший друг и наставник Мика[6][7]. В отличие от Мика, Джозеф не пренебрегает роскошью и даже имеет собственный «гарем» прекрасных женщин, которые более чем рады удовлетворить его жажду крови. Джозеф также не имеет таких строгих моральных ограничений, как Мик[4].
- Шэннин Соссамон — Коралина Дювал, бывшая жена Мика, которая сделала его вампиром. Французская куртизанка из XVIII века, о чём свидетельствует её клеймо на спине в виде Флёр-де-Лис. Мик долгое время считал, что убил её[4]. Но Коралин затем вернулась как человек, утверждая, что нашла лекарство от вампиризма. Является родственницей короля Людовика XVI по вампирской линии[8].

### Второстепенный состав
- Джейкоб Варгас — Гильермо Гасоль, работает в морге и снабжает вампиров кровью, которую откачивает из трупов[4].
- Брайан Дж. Уайт — лейтенант Карл Дэвис, один из контактов Бет и друг Мика[4].
- Джордан Белфи — Джош Линдси, парень Бет, который работает в офисе окружного прокурора[9]. Убит одним из бандитов, похитивших его[10].
- Тами Роман — Морин Уильямс, босс Бет в Buzz Wire, убита вампиром из-за одного из её расследований[11].
- Кевин Уайзман — Стив Бальфур, друг Бет и её коллега по Buzz Wire[4].
- Дэвид Блу — Логан Гриффен, вампир, компьютерный хакер, к которому Мик часто обращается за помощью[8][10].
- Эрик Уинтер — Бенджамин Тэлбот, ассистент окружного прокурора, предложивший Бет работу гражданского следователя[11].

## Мифология
Понятия, принятые в сериале, основаны на уникальной мифологии вампиров. Вампиры сериала могут переносить некоторое количество солнечного света, хотя прямые лучи довольно быстро их иссушают. Поэтому, когда Мик появляется средь бела дня, он всегда в бейсболке и тёмных очках и старается держаться в тени. В отличие от вампира-детектива Ника Найта из телесериала «Рыцарь навсегда», вампиры «Лунного света» обязаны потреблять человеческую кровь (животная не подойдёт). В отличие от сериалов «Ангел», «Баффи — истребительница вампиров» и «Дневники вампира» деревянный кол не убивает этих вампиров, а лишь временно их парализует. Верными методами убийства вампиров являются обезглавливание и сожжение. Серебро также токсично для вампиров «Лунного света», но святая вода, распятия и чеснок безвредны. Хотя на фотографиях и киноплёнках вампиры получаются размытыми из-за использования серебра, на цифровые фотоаппараты и видеокамеры это не распространяется.
Вампиры этого мира намного сильнее, быстрее и выносливее обычного человека. В отличие от Ника Найта, летать они не умеют, но могут запрыгивать на крыши пятиэтажных зданий. Также эти вампиры имеют странную способность воспроизводить события недавнего прошлого по запаху (события прошлого показываются зрителю как флешбеки, Мик просто делает умозаключения, ориентируясь на человеческое и вампирское чутье). Также Мик может заглядывать в будущее. Гипнозом вампиры не владеют, в отличие от вампиров сериала «Кровные узы» и «Дневники вампира».

## Список серий
| № | Название                                         | Режиссёр          | Автор сценария                    | Дата премьеры    | Зрители в США (млн) |
| --- | ------------------------------------------------ | ----------------- | --------------------------------- | ---------------- | ------------------- |
| 1 | «Вампиров не бывает» «No Such Thing as Vampires» | Род Холкомб       | Рон Козлов и Тревор Мэнсон        | 28 сентября 2007 | 8,54                |
| Мик Сент-Джон, вампир, работающий детективом, встречается с Бет, репортером онлайн газеты «BuzzWire», которую он спас в детстве. Они вместе расследуют жестокое убийство студентки, которая была замешана в вампирском культе. |                                                  |                   |                                   |                  |                     |
| 2 | «Из прошлого» «Out of the Past»                  | Фред Туа          | Дэвид Гринуолт                    | 5 октября 2007   | 8,04                |
| На свободу выходит закоренелый убийца Ли Джей Спалдинг, которому удаётся убедить общественность в том, что он исправился. Мик — единственный, кто знает, что это не так. Но вот загвоздка — Спалдинг знает, кем является Мик и готовится ступить на тропу Ван Хельсинга. |                                                  |                   |                                   |                  |                     |
| 3 | «Доктор Кайф» «Dr. Feelgood»                     | Скотт Лотанен     | Габриэль Стэнтон и Гарри Верксман | 12 октября 2007  | 7,10                |
| Бет сложно принять правду об истинной сущности Мика, но этой паре приходится пуститься в поиски новообращённого вампира, который не умеет управлять своими импульсами. |                                                  |                   |                                   |                  |                     |
| 4 | «Лихорадка» «Fever»                              | Фред Туа          | Джилл Блотевогель                 | 19 октября 2007  | 7,67                |
| Джош, парень Бет и местный прокурор, пытается посадить влиятельного дельца оружием Амира Файеда, но единственная свидетельница пропадает где-то в пустыне. Джош просит Мика найти и вернуть её в целости и сохранности для суда. Но пустыня и вампир — две совершенно несовместимые вещи. |                                                  |                   |                                   |                  |                     |
| 5 | «Замедленное развитие» «Arrested Development»    | Майкл Филдс       | Чип Йоханнссен                    | 26 октября 2007  | 8,39                |
| После того, как Мик пил кровь Бет в пустыне, Мик пытается избегать её. Но их вместе постоянно сводит Её Величество Судьба, и они пускаются на поиски двухсотлетнего вампира-подростка, убивающего проституток. |                                                  |                   |                                   |                  |                     |
| 6 | «Чёрный кристалл» «B.C.»                         | Пол Холахан       | Эрин Мэир и Кэтрин Рэндал         | 2 ноября 2007    | 7,55                |
| Джозеф просит Мика найти свою бывшую любовницу Лолу (Холли Вэланс). Тем временем Бет расследует дело о модели, умершей от передозировки неизвестного наркотика. Как и прежде, судьба заставляет их работать вместе. Оказывается, Лола делает из вампиров наркотик, позволяющий людям почувствовать себя в шкуре вампира. Бет принимает одну дозу и пытается соблазнить Мика, но Мик противостоит этому. |                                                  |                   |                                   |                  |                     |
| 7 | «Двойник» «The Ringer»                           | Крис Фишер        | Джош Пейт                         | 9 ноября 2007    | 7,90                |
| На месте пожара Мик встречает женщину-фотографа, которая как две капли воды похожа на его бывшую жену Коралину. Но удивлению Мика нет предела, когда он узнаёт что Морган, а именно так зовут женщину, является человеком. Бет начинает ревновать Мика к Морган. |                                                  |                   |                                   |                  |                     |
| 8 | «12:04 ночи» «12:04 AM»                          | Дэннис Смит       | Джилл Блотевогель                 | 16 ноября 2007   | 8,16                |
| Сектанта Донована Шепарда, убившего семью девушки Одри, казнят. Но девушка вдруг начинает подозревать что дух Шепарда её преследует. Тем временем Бет начинает вспоминать детали своего давнего похищения и узнаёт, что именно Мик тогда её спас. |                                                  |                   |                                   |                  |                     |
| 9 | «Флёр де Лиc» «Fleur de Lis»                     | Джеймс Уитмор мл. | Габриэль Стентон и Гарри Верксман | 23 ноября 2007   | 7,32                |
| Бет ревнует Мика к Морган, когда они начинают работать вместе. Бет копается в прошлом Морган, надеясь узнать, действительно ли она является Коралиной. |                                                  |                   |                                   |                  |                     |
| 10 | «Спящая красавица» «Sleeping Beauty»             | Джон Т. Кретчмер  | Рон Козлов и Тревор Мэнсон        | 14 декабря 2007  | 7,57                |
| Умирающий богач нанимает киллера убить Джозефа, чтобы отомстить за убийство своей дочери 55 лет назад. Расследуя это дело, Мик и Бет узнают, что девушка не умерла — она впала в кому, когда Джозеф пытался превратить её в вампиршу. |                                                  |                   |                                   |                  |                     |
| 11 | «Любовь не умирает» «Love Lasts Forever»         | Пол Холахэн       | Джош Пейт                         | 11 января 2008   | 8,32                |
| Джош нанимает Мика охранять Бет, когда ей угрожают местные бандиты. Джош желает во что бы то ни стало посадить высокопоставленного члена банды. Но он просчитывается и попадает в лапы к бандитам. Мику предоставляется трудный выбор, когда Бет просит Мика обратить умирающего Джоша в вампира. |                                                  |                   |                                   |                  |                     |
| 12 | «Смертное лекарство» «The Mortal Cure»           | Эрик Лановилль    | Чип Йоханнссен                    | 18 января 2008   | 8,17                |
| Пока Бет скорбит по Джошу, Мик обнаруживает, что Коралина опять стала вампиршей. Но по её пятам идёт сильный вампир Лэнс. Коралина даёт Мику шанс временно стать человеком и рассказывает что Лэнс, её брат, желающий сохранить секрет лекарства втайне, ищет её. |                                                  |                   |                                   |                  |                     |
| 13 | «Судьба притворяться» «Fated To Pretend»         | Дэвид Баррет      | Габриэль Стентон и Гарри Верксмен | 25 апреля 2008   | 7,93                |
| Мик наслаждается своей смертной жизнью вместе с Бет, которая поняла что всегда любила Мика, а не Джоша. Но затем Бет обнаруживает свою начальницу мёртвой, после того как она начала расследовать дело одного доктора. Мик, Бет и заместитель прокурора Бенджамин Талбот допрашивают доктора, но тот оказывается вампиром и похищает Бет и Талбота. Мик, понимая, что как человек он не может её спасти, просит Джозефа сделать его опять бессмертным, потому что он её любит и не может допустить, чтобы с ней что-то случилось.                                                                 |                                                  |                   |                                   |                  |                     |
| 14 | «Щелчок» «Click»                                 | Скотт Лотанен     | Эрин Мэхер и Кэтрин Рэйндал       | 2 мая 2008       | 7,89                |
| Мика нанимает в роли охранника известная актриса, подозревающая, что её жизни угрожает агрессивный папарацци. После её гибели, Мик и Бет пытаются найти убийцу. Мик попадает под машину, а Бет получает фотографии инцидента от их подозреваемого, который её шантажирует. Единственный, кто может ей помочь — это Джозеф, известный своими жестокими методами расправы. Бет увольняется из интернет-журнала. |                                                  |                   |                                   |                  |                     |
| 15 | «Что осталось позади» «'What's Left Behind'»     | Крис Фишер        | Джилл Блотевогель                 | 9 мая 2008       | 7,61                |
| Мик и Бет расследуют похищение малолетнего внука его друга времён Второй мировой, с чьей женой он имел романтические отношения, когда её муж считался погибшим, будучи человеком. У Мика появляются подозрения, что он настоящий дед мальчика. Мику удаётся освободит ребенка, но тест на ДНК указывает на то что Мик — не его настоящий дед. Талбот нанимает Бет в свой штат. |                                                  |                   |                                   |                  |                     |
| 16 | «Соната» «Sonata»                                | Фред Туа          | Этан Эрвин                        | 16 мая 2008      | 7,47                |
| Бет встречает Эмму и Джексона Монаганов, которые были вместе уже более 150 лет. Эмма ненароком убивает известного баскетболиста. Зная, что ей грозит тюрьма, Эмма угрожает всем вампирам Лос-Анджелеса разглашением их тайны, если они её не вызволят. Хотя вампиры готовятся её освободить, Эмма не знает, что ей уготована незавидная участь, ведь она стала предательницей. Её мужу даётся незавидный выбор: провести вечность без любимой, либо сгореть вместе с ней в огне. Эта история заставляет Мика изменить своё мнение насчет отношений с Бет, и он признается ей в любви и целует её. |                                                  |                   |                                   |                  |                     |